# قانون تبييض المستوطنات
قانون تبييض المستوطنات أو قانون التسوية (قانون تسوية الاستيطان في يهودا والسامرة، 2017) هو قانون إسرائيلي، يتعامل بأثر رجعي مع وضع المستوطنات الإسرائيلية الموجودة في الضفة الغربية. ومن المفترض أن التشريع ينظم وضع حوالي 2000  إلى 4000 وحدة سكنية في 16 مستوطنة كانت قد بنيت على أراضي مملوكة لفلسطينيين. في 6 فبراير 2017، مرر الكنيست التشريع بموافقة 60 ومعارضة 52 من الاعضاء. ووفقا للقانون، فأن الأراضي التي بنيت عليها المساكن ستبقى لأصحابها الشرعيين، ولكن سيتم استخدامها من خلال الاستملاك بالمصادرة. وفي المقابل، سوف يتم تعويض أصحابها الفلسطينيين بمعدل 125٪، أو الحصول على أراضي بديلة (حيثما أمكن ذلك). منتقدي القانون قالوا بأنه «قانون نزع ملكية» (بالعبرية: חוק ההפקעה‏) بسبب انه يتضمن مصادرة أراضي.
جاء صدور هذا القانون بعد أسابيع قليلة من قرار تاريخي لمجلس الأمن التابع للأمم المتحدة يطالب بوضع حد للاستيطان الإسرائيلي.
يصادر القانون حق الفلسطينيين في استخدام أراضيهم، لكن لا يصادر ملكية هذه الأراضي، وتنتقل المسؤولية عن هذه الأراضي لما يسمى حارس أملاك الدولة. وينص على تقديم تعويضات مالية للفلسطينيين الذين يثبتون ملكيتهم للأراضي المقامة عليها المستوطنات، أو تقديم أراض بديلة لهم.
وافق الكنيست على القانون في قراءة أولى يوم 16 نوفمبر 2016 وذلك عبر تصويت أيد فيه القانون 58 عضوًا وعارضه 50، وكان من بين المؤيدين رئيس الحكومة بنيامين نتانياهو. وحصل القانون، بعد تعديله، على الموافقة في القراءة الثانية يوم 6 ديسمبر من العام نفسه بتأييد 60 عضوًا ومعارضة 49. جاءت الموافقة الثالثة والنهائية على القانون في مساء 6 فبراير 2017، بتأييد 60 عضوًا ومعارضة 52.

## معارضة القانون
عبر زعيم المعارضة الإسرائيلية إسحاق هيرتزوج عن الموقف بقوله إن «علمًا أسودًا يرتفع فوق القانون المعتوه الذي يهدد بتدمير الديمقراطية الإسرائيلية». وأعلن النائب العام الإسرائيلي أفيخاي مندلبليت أن القانون غير دستوري، وأنه لن يدافع عنه أمام المحكمة الإسرائيلية في حال تقديم التماس لإلغائه.
وقد قام مركز عدالة ومركز القدس للمساعدة القانونية وحقوق الإنسان ومركز الميزان لحقوق الإنسان في غزة بتقديم التماس في تاريخ 8 شباط 2017، ممثلين عن 17 مجلس محلي (15 مجلسًا قرويًا وبلديّتين)، مطالبين بإلغاء هذا القانون، باعتباره مناقض للقانون الدوليّ الإنسانيّ ولكونه غير دستوريّ.
ويذكر الالتماس بأنّ القانون يشكّل انتهاكًا جسيمًا لحقّ السكّان الفلسطينيين في الضفّة الغربيّة في الملكيّة: «يُهدر هذا القانون الحقوق الأساسيّة للفلسطينيين في الضفّة الغربيّة ويتركهم دون أي حماية قانونيّة، إذ يمكّن القانون من سلب الأملاك الخاصّة لصالح المستوطنين الإسرائيليين في الضفة الغربيّة على أساس رؤية ايديولوجيّة-اثنية. (...) إن الهدف المعلن والواضح للقانون من شأنه أن يفضّل مصالح مجموعة من البشر مقابل أخرى على أساس اثنيّ ويؤدّي إلى سلب أراضي الفلسطينيين، لا يترك أي مجال للشك في أن هذا القانون يقع ضمن ما يُعرّف بالجرائم المحظورة.»
 أما فيما يتعلّق بصلاحيّة القانون فجاء في الالتماس أن القانون لا يمكنه أن يسري على الضفّة الغربيّة لأنه يعطّل أعراف القانون الدوليّ: «القانون المطروح يلغي بشكل تام الحماية التي يكفلها القانون الدوليّ الإنسانيّ للحق في الملكيّة، من خلال عرفٍ تشريعيّ إسرائيليّ يمس بحقوق السكّان المحميّين في المناطق المحتلّة. كما أن القانون الدوليّ الإنسانيّ يمنع دولة إسرائيل، كقوة احتلال، من أن تستغل الأراضي المحتلّة لأغراض سياسيّة ولحاجات سكّانها، بما ذلك بناء المستوطنات.» ويضعه في إطار الانتهاكات الجسيمة (جرائم حرب).
كما أنّ القانون ينتهك الحق في الكرامة للفلسطينيين من سكّان الضفّة الغربيّة حيث أنه لا يؤدي إلى المس بالحق في الملكيّة الفرديّة للفلسطينيّين فقط، إنما هو يستهدف حقّهم في الكرامة الإنسانية من خلال وضع مصالح إسرائيل الاستيطانيّة غير الشرعيّة فوق حقوق الفلسطينيّين، ويجري، بناءً على ذلك، سلب أملاكهم." 
في 8 نوفمبر، وبالنيابة عن بعض المجالس المحليّة الفلسطينيّة، قدمت منظمات حقوقية إسرائيلية طلبات إلى المحكمة العليا الإسرائيلية لإلغاء القانون. أعلنت وزيرة العدل إيليت شاكيد تكليف محام خاص ليتولى الدفاع عن القانون أمام المحكمة العليا. ومن المقرر أن تبت المحكمة العليا الإسرائيلية في القانون في 10 مارس.

## ردود فعل دولية
- الأمم المتحدة: ذكر نيكولاي ملادينوف، المنسق الخاص للأمم المتحدة لعملية السلام في الشرق الأوسط، أن القانون «ستكون له عواقب قانونية بعيدة بالنسبة لإسرائيل، وهو يقوض بشكل كبير احتمالات السلام».[12]
- الاتحاد الأوروبي: دعت فيديريكا موغيريني، الممثلة العليا للأمن والسياسة الخارجية، السلطات الإسرائيلية إلى «الامتناع» عن تنفيذ القانون، وجاء في بيان لها أن «الاتحاد الأوروبي يدين إقرار الكنيست أخيرًا لهذا القانون».[18]
- سوريا: قال مصدر مسؤول في وزارة الخارجية والمغتربين: إن «تصويت الكنيست الإسرائيلي على هذا القانون يثبت مرة أخرى النيات الحقيقية للحكومات الإسرائيلية المتعاقبة واستهتارها بالقانون الدولي وقرارات الأمم المتحدة التي تدين الاستيطان في الأراضي العربية المحتلة».[19]
- فلسطين : اعتبر الناطق الرسمي باسم الرئاسة الفلسطينية، نبيل أبو ردينة، القانون الذي تبناه الكنيست الاثنين، مرفوضا ومدانا، مشيرا إلى أن هذا القانون مخالف لقرار مجلس الأمن الدولي 2334.[20]
- ألمانيا: أصدرت الخارجية الألمانية بيانًا جاء فيه «وقد أصابت هذه الخطوة [إصدار القانون] كثيرين في ألمانيا ممن تربطهم علاقة وثيقة بإسرائيل ويقفون إلى جانبها بخيبة الأمل. لقد تزعزعت بصورة دائمة ثقتنا في التزام الحكومة الإسرائيلية بحل الدولتين».[21]
- فرنسا: قال الرئيس فرنسوا أولاند إن القانون «يمس بحل الدولتين»، مضيفًا أن «حل الدولتين هو الحل الوحيد الممكن للصراع العربي الإسرائيلي».[22]
- اليابان: قال المتحدث باسم وزارة الخارجية اليابانية نوريو ماريواما في بيان ان طوكيو تأسف لمصادقة الكنيست الإسرائيلي على قانون شرعنة الاستيطان موكدا ان الانشطة الإسرائيلية تعد انتهاكا للقانون الدولي.[23]